# Comté de Guadalupe (Texas)
Pour les articles homonymes, voir Guadalupe et Comté de Guadalupe.
Le comté de Guadalupe, en anglais : Guadalupe County, est un comté situé dans le sud-centre de l'État du Texas, aux États-Unis.
Il est ainsi nommé d'après le fleuve Guadalupe. Le siège de comté est Seguin. Selon le recensement de 2020, sa population est de 172 706 habitants.
Le comté a une superficie de 1 850 km2, dont 1 842 km2 de terres.

## Démographie
Lors du recensement de 2010, la ville comptait une population de 131 533 habitants. Elle est estimée, en 2017, à 159 659 habitants.
| Groupes           | Comté de Guadalupe | Texas | États-Unis |
| ----------------- | ------------------ | ----- | ---------- |
| Blancs            | 79,8               | 70,4  | 72,4       |
| Autres            | 8,5                | 10,6  | 6,4        |
| Afro-Américains   | 6,5                | 11,9  | 12,6       |
| Métis             | 3,1                | 2,5   | 2,7        |
| Asiatiques        | 1,4                | 3,8   | 4,8        |
| Amérindiens       | 0,7                | 0,7   | 0,9        |
| Total             | 100                | 100   | 100        |
|                   |                    |       |            |
| Latino-Américains | 35,7               | 37,6  | 16,7       |

## Référence
1. ↑  (en) US Census Bureau, « QuickFacts » (consulté le 10 janvier 2016)
2. ↑  (en) « Guadalupe county, TX Population - Census 2010 and 2000 », sur censusviewer.com.
3. ↑  (en) « Population of Texas - Census 2010 and 2000 », sur censusviewer.com.